# Oploo
Oploo – wieś w Holandii, w prowincji Brabancja Północna, w gminie Land van Cuijk. Do roku 1821 była siedzibą gminy o tej samej nazwie.